# Kirchenruine Heinsdorf (Dahme/Mark)

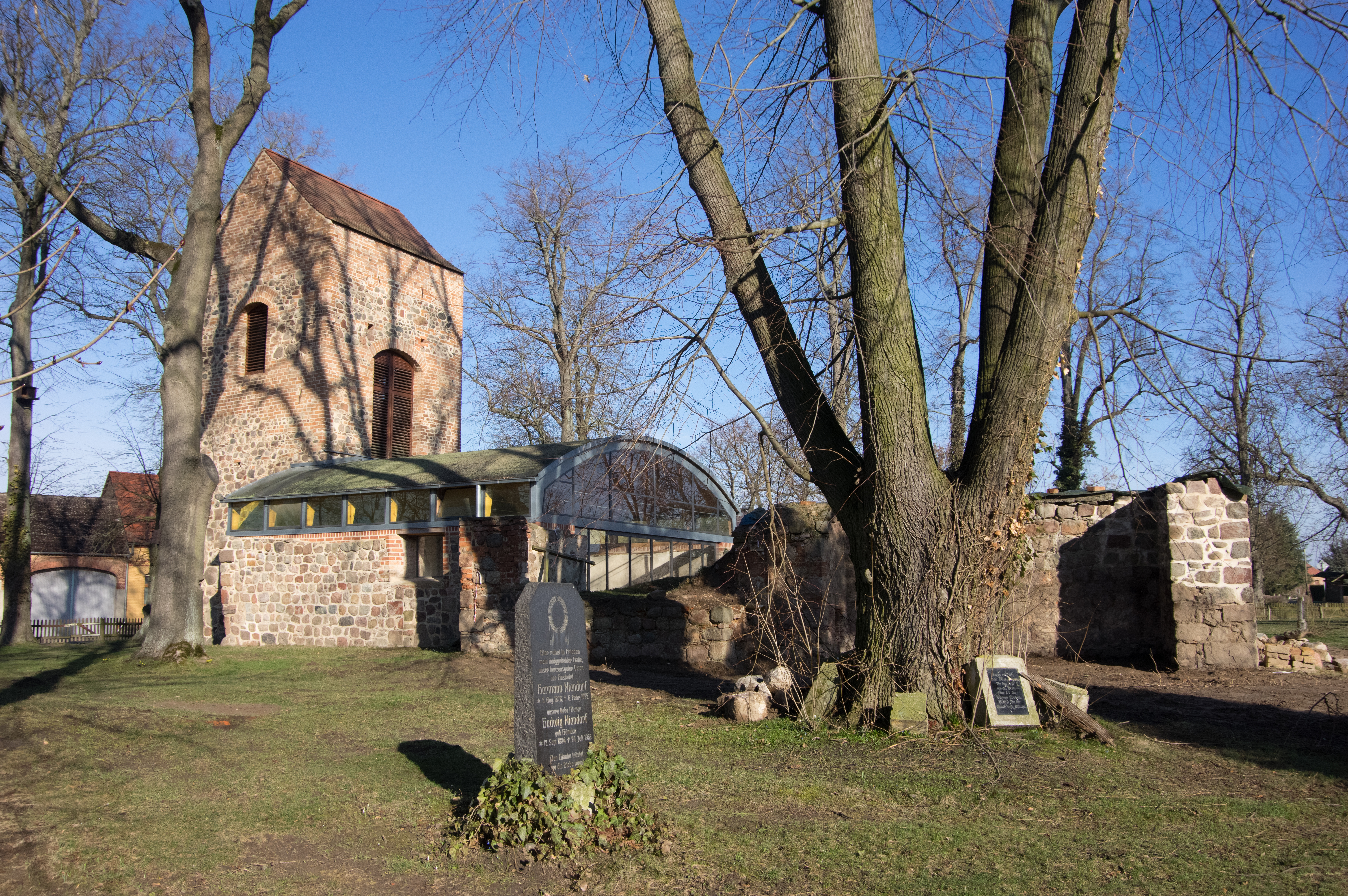
Dorfkirche Heinsdorf

Die Kirchenruine Heinsdorf ist die ehemalige spätromanische Dorfkirche der ehemals selbstständigen Gemeinde Heinsdorf. Diese wurde 1957 mit Niebendorf vereinigt und gehört seit 2003 zum Ortsteil Niebendorf-Heinsdorf der Stadt Dahme/Mark im Landkreis Teltow-Fläming im Land Brandenburg. Die Kirchengemeinde gehört zum Kirchenkreis Zossen-Fläming der Evangelischen Kirche Berlin-Brandenburg-schlesische Oberlausitz.

## Lage
Die Kreisstraße 7208 führt als Heinsdorf-Angerstraße von Süden kommend in den historischen Ortskern. Dort zweigt die Landstraße 70 als Heinsdorfer Straße nach Westen ab. Die Kirche steht südöstlich dieser Kreuzung auf einem Grundstück, das mit einem Zaun eingefriedet ist.

## Geschichte

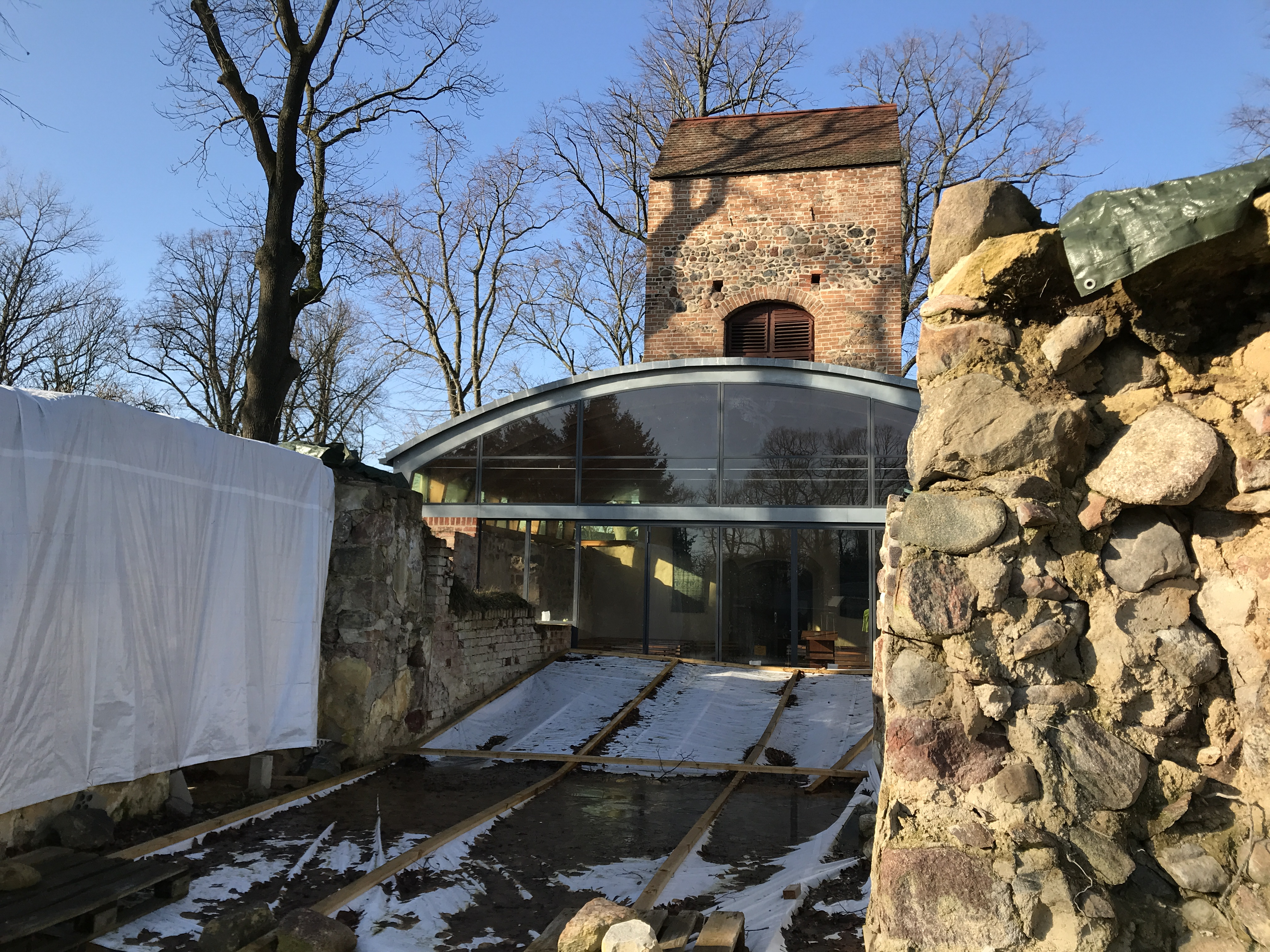
Blick ins Schiff

Das Bauwerk entstand in der Mitte des 13. Jahrhunderts zunächst vermutlich aus Kirchenschiff, Chor und Apsis. Rund 300 Jahre später wurde es mit einem Kirchturm zu einer Vollständigen Anlage ergänzt. Im 18. Jahrhundert wurden die Fenster in Schiff und Chor „barock“ vergrößert. Der Turm erhielt ein Westportal und die Ostmauer des Chors wurde nach dem Abbruch der Apsis verändert. Die Nordmauer des Langhauses musste mit einem Strebepfeiler stabilisiert werden. Gleichzeitig erhielt das Bauwerk im Osten der südlichen Schiffseite eine Patronatsloge mit einer darunter befindlichen Gruft.
1911 erwarb die Kirchengemeinde für 2150 Mark eine Orgel von Schuke. Dennoch war der Innenraum der Kirche zu dieser Zeit in einem ausgesprochen schlechten Zustand. Die Evangelische Frauenhilfe lud daher an Kantate im Jahr 1930 zu einem Gemeindeabend ein, bei dem 190 RM an Spenden gesammelt werden konnten. Mit Hilfe weiterer Spenden konnte der Altarraum durch den Malermeister Hönicke aus Petkus saniert werden. 1924 verkaufte die Gemeinde zwei bronzene Glocken für 200 RM an die Nachbargemeinde in Niebendorf. Anschließend erwarben sie zwei preiswertere Glocken aus Eisenhartguss, die am 21. Dezember 1924 eingeweiht wurden. Die größere der beiden Glocken wog 450 kg, trug die Inschrift Ehre sei Gott in der Höhe und hatte den Schlagton h, die kleinere mit 275 kg den Schlagton cis sowie die Inschrift Ihr Kinderlein kommet.
Im Zweiten Weltkrieg wurden die Fenster der Kirche durch mehrere Bomben stark beschädigt. Hinzu kam, dass die Pfarrstelle ab 1940 unbesetzt blieb und 1967 Heinsdorf nach Gebersdorf eingepfarrt wurde. Eine notwendige Pflege des Bauwerks unterblieb. Die im 18. Jahrhundert errichteten Strebepfeiler gaben nach und es kam zu weiteren Schäden am Mauerwerk. 1970 entschied die Kirchengemeinde nach langen Beratungen, das Bauwerk bis auf eine Höhe von 2,50 m abzutragen. Mit dem Bauschutt wurden die tiefergelegenen Mauern verfüllt. Eine Sanierung hätte rund 250.000 Mark gekostet, die von der Gemeinde nicht aufzubringen waren. Die Ruine wurde anschließend dem Verfall preisgegeben, so dass 1995 der Turm aus Sicherheitsgründen gesperrt werden musste.
Am 20. September 2007 gründeten 23 Mitglieder einen Förderverein, der sich seit dieser Zeit für den Erhalt des Bauwerks einsetzt. Der freigelegte Teil im Langhaus wurde mit einem Tonnendach mit Lichtband überbaut, der Turm saniert. Dort befindet sich eine Ausstellung zur wechselvollen Geschichte des Bauwerks. Die Kirche wird seit dieser Zeit als kulturelles Zentrum des Ortes genutzt. Dort finden Ausstellungen, Buchlesungen, Theatervorstellungen und kirchliche Veranstaltungen statt. Das Geläut wurde an Heiligabend 2015 wieder in Betrieb genommen. Im Jahr 2022 soll eine Gruft im Bestand gesichert werden. Diese wurde im Zuge der Sanierungsarbeiten entdeckt.

## Baubeschreibung

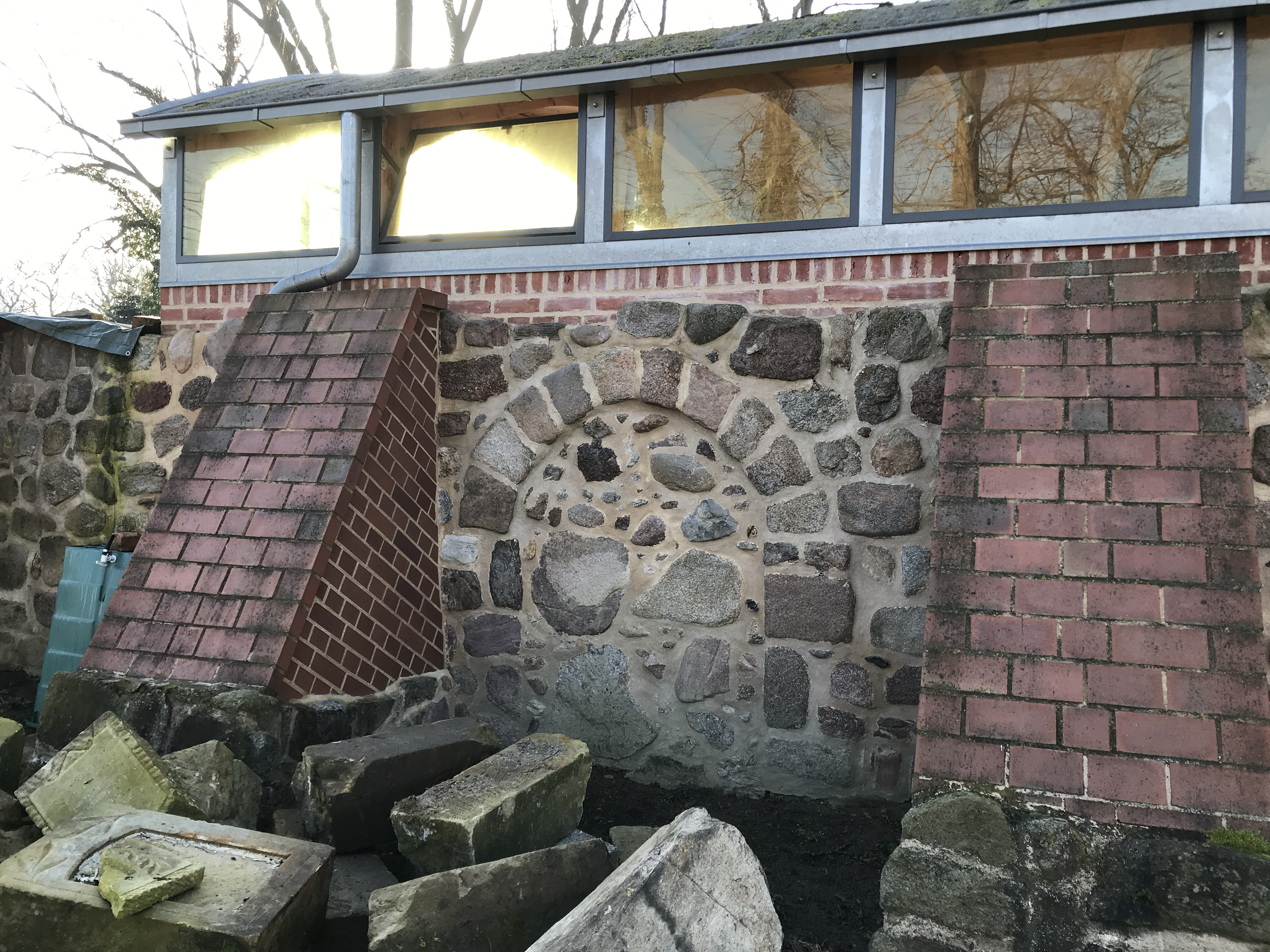
Zugesetztes Nordportal

Aus historischen Aufzeichnungen und Fotografien sind auch im 21. Jahrhundert noch Aussagen zur ursprünglichen Bauweise möglich. Außerdem wurde das Bauwerk nicht komplett abgetragen. Als sicher gilt daher, dass zur Entstehung bearbeitete und lagig geschichtete Feldsteine verwendet wurden. Der Chor hatte einen quadratischen Grundriss und war leicht eingezogen. An der Nord- und Südseite gab es je zwei korbbogenförmige Fenster. An der Nord- und Südseite des Langhauses waren zwei Portale sowie segmentbogenförmige Fenster. Das Nordportal ist noch erhalten und mit gespaltenen Feldsteinen zugesetzt. Seitlich stabilisieren breite, neuzeitliche Strebepfeiler das Langhaus.
Der Kirchturm hat einen quadratischen Grundriss und ist gegenüber dem Schiff eingezogen. Er kann durch ein großes, gedrückt-segmentbogenförmiges Portal von Westen her betreten werden. Die Laibung ist aus rötlichen Ziegeln eingefasst. Darüber ist eine weitere, gedrückt-segmentbogenförmige Blende, die mittlerweile mit Ziegeln vermauert ist. Im oberen Bereich ist ein Ochsenauge. An der Nord- und Südseite ist je ein segmentbogenförmiges Fenster; darüber je eine Klangarkade. Der Förderverein der Kirche vermutet, dass das untere, leicht eingezogene Turmgeschoss vermutlich in der Zeit der Gotik entstanden sein könnte. Es besteht aus unbehauenen Feldsteinen sowie Mischmauerwerk. Die Obergeschosse waren nicht mehr vorhanden (Brand?). Im Innenraum gab es eine Patronatsloge, die mit einer Glaswand vom Kirchenraum abgetrennt war. An den Brüstungsfeldern gab es ein Wappen des Kirchenpatrons sowie ein kulissenhaftes Reiterbild.

## Ausstattung
1848 gab es ausweislich eines Inventariums in der Kirche zwei Altarbekleidungen, eine Kanzelbekleidung, eine Fünte, zwei Kerzenleuchter aus Messing sowie einen silbernen Kelch mit Hostienteller. Im Turm befand sich eine funktionstüchtige Uhr. Zur Zeit der Abtragung war die Kirchenausstattung in einem schlechten Zustand: Eine zu hohe Luftfeuchtigkeit sowie Wurmfraß hatten vielen Ausstattungsstücken schwer zugesetzt. Die Kirchengemeinde entschied daher, die Stücke an andere Kirchen oder einzelne Dorfbewohner abzugeben. Dazu gehörte ein barockes Altarretabel, das Johannes Christian Schütze im Jahr 1717 schuf. Es bestand aus einem geschnitzten, annähernd lebensgroßen Kruzifix, das seitlich mit zwei Putten und vier Engelsköpfen verziert war. Das Altarblatt bestand aus einer Darstellung von Felsen vor der Stadt Jerusalem. Ebenfalls abgegeben wurde eine barocke Kanzel, die mit zwei Putten und sechs Engelsköpfen verziert war, die Front der Patronatsloge sowie die Schuke-Orgel. 1960 gab es ausweislich des Pfarrarchivs eine Fünte aus Kunststein sowie einen Kronleuchter. An die Gefallenen der Befreiungskriege erinnerte eine Gedenktafel.